# Corimelaena lateralis
Corimelaena lateralis är en insektsart som först beskrevs av Fabricius 1803.  Corimelaena lateralis ingår i släktet Corimelaena och familjen glansskinnbaggar. Utöver nominatformen finns också underarten C. l. lateralis.